# Eoconuloides
Eoconuloides es un género de foraminífero bentónico de la familia Boreloididae, de la superfamilia Asterigerinoidea, del suborden Rotaliina y del orden Rotaliida. Su especie tipo es Eoconuloides wellsi. Su rango cronoestratigráfico abarca desde el Luteciense (Eoceno medio) hasta el Priaboniense (Eoceno superior).

## Clasificación
Eoconuloides incluye a las siguientes especies:
- Eoconuloides parvulus †
- Eoconuloides senni †
  - Eoconuloides senni var. conicus †
- Eoconuloides wellsi †